# Sofrito
Sofrito (griechisch Σοφρίτο), ein Schmorgericht aus Kalb- oder auch Rindfleisch, gehört zu den bekanntesten Spezialitäten der Küche Korfus.
Zur Zubereitung wird zuerst ausgesuchtes, mageres Fleisch aus der Hüfte vom Kalb oder Rind in daumendicke Scheiben geschnitten, eventuell geklopft, in Mehl gewendet  und in Olivenöl kräftig angebraten. Dann wird mit Weißwein oder etwas Weinessig abgelöscht, gehackte Petersilie, Knoblauch, Lorbeer, Salz und Pfeffer hinzugegeben, mit Wasser aufgefüllt, so dass alle Zutaten knapp bedeckt sind, und alles sanft geschmort, bis das Fleisch zart ist. Übliche Beilagen sind Reis, gebackene Kartoffeln oder Kartoffelpüree.